# Glodeni (Glodeni)
Pour les articles homonymes, voir Glodeni.
Glodeni est une ville du nord-ouest de la Moldavie. Elle est le siège du raion de Glodeni. En 2012, sa population est estimée à 11 600 habitants.